# George Goldie (arquiteto)

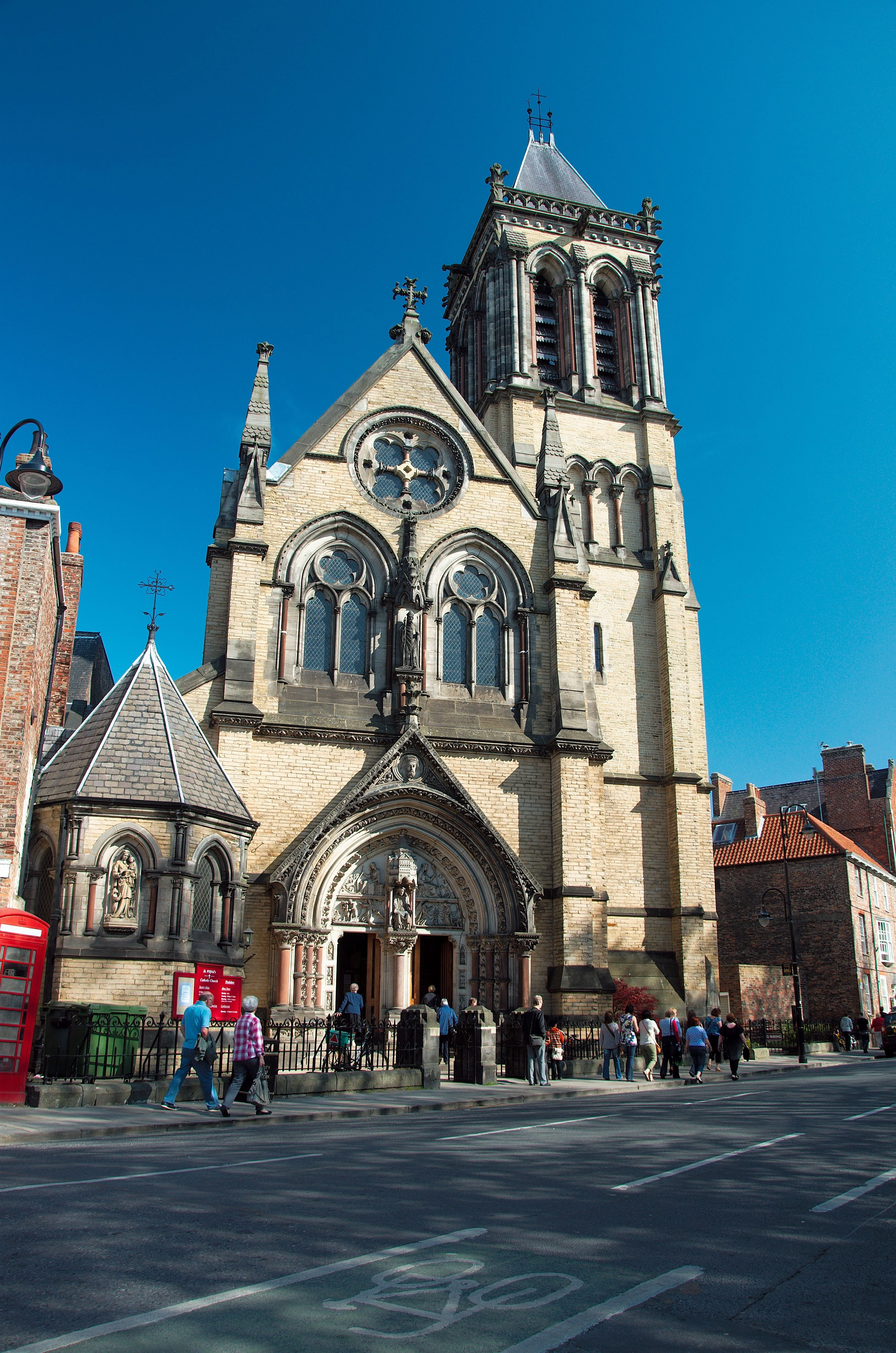
St. Wilfrid's, York

George Goldie (9 de junho de 1828 - 1 de março de 1887) foi um arquiteto eclesiástico inglês especializado em igrejas católicas romanas.

## Vida
Goldie nasceu em York, neto materno do arquiteto Joseph Bonomi, o Velho. Seus avós paternos foram George Sharpe Goldie e Sophia McDougall Osborne. Após a morte de seu marido, Sophie foi para Ruão e se converteu ao catolicismo.
Seu pai, também chamado George, tornou-se médico e foi ativo no movimento de Emancipação Católica. Em 1828, o Dr. Goldie casou-se com Mary Anne Bonomi, filha de Joseph Bonomi. Bonomi teve um filho, Inácio, que também se tornaria arquiteto. Dr. e Sra. Goldie teve nove filhos, três dos quais morreram ainda jovens. George tinha cinco irmãos: Francis, um artista, Very Rev. Mons. Edward Canon Goldie, Rev. Fr. Francis Goldie, S.J. e Mary, freira que residia no Convento de Santa Maria, York, como Madre Maria Walburga e Catarina que também se tornou freira no mesmo convento e adotou o nome de Maria, mas morreu aos 28 anos.
Goldie foi educado no St Cuthbert's College, Ushaw, County Durham. Ele era um estudante lá quando Augustus Pugin estava trabalhando na Capela de São Cuthbert. Goldie ficou tão interessado que os dois se tornaram amigos, e foi Pugin quem aconselhou Goldie a estudar com Weightman e Hadfield.
De 1845 a 1850, ele formou-se arquiteto com John Gray Weightman e Matthew Ellison Hadfield de Sheffield, e depois disso trabalhou em parceria com eles. Depois que Weightman deixou a sociedade em 1858, Hadfield e Goldie permaneceram sócios por mais dois anos como "Hadfield & Goldie", atuando em Sheffield e Londres. De 1861 a 1867 Goldie era um praticante solo em Londres quando Charles Edwin Child (1843–1911) se juntou a ele como "Goldie & Child".

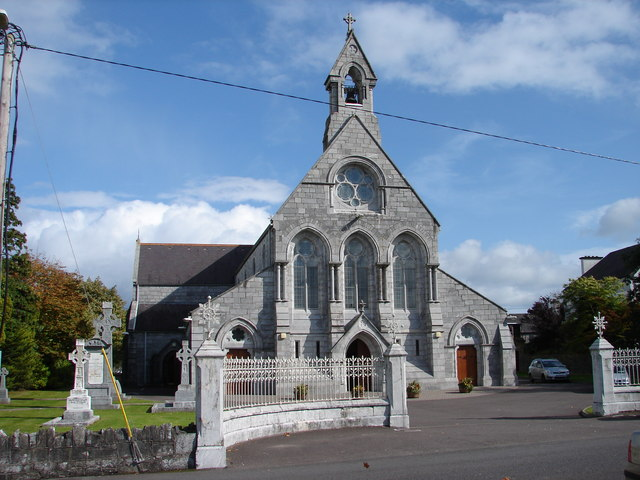
Igreja SS Mary e John, Ballincollig, Irlanda

Goldie era natural de York, onde seu pai fora um médico proeminente. Ele próprio fora batizado na Capela de St. Wilfrid. Quando chegou a hora de construir uma igreja, ele a projetou no estilo neogótico. O arco sobre a porta principal tem a escultura vitoriana mais detalhada da cidade. Foi considerada "uma das igrejas católicas mais perfeitamente acabadas da Inglaterra, rica em escultura, vitrais e acessórios". St. Wilfrid's serviu como a pró-catedral da Diocese de Beverley até 1878, quando Beverley foi dividida nas dioceses de Leeds e Middlesbrough.
Em 1880, o filho de Goldie, Edward (1856–1921), entrou na sociedade, tendo se tornado aprendiz em 1875. A empresa era então conhecida como "Goldie Child & Goldie. O trabalho de Edward Goldie inclui Hawkesyard Priory em Armitage, Staffordshire, construído para a Ordem Dominicana de 1896–1914, e a igreja de Nosso Santíssimo Redentor e São Thomas More, Chelsea, construída em 1895.
Goldie contribuiu com artigos sobre assuntos arquitetônicos para The Month. Em 1877, o Papa Pio IX concedeu a George Goldie a Cruz e a Ordem de São Silvestre por seu trabalho "como arquiteto católico". Por volta de 1796, Joseph Bonomi projetou a capela católica original na esquina da Spanish Place com a Charles Street. Seu bisneto, Edward, venceu o concurso para o seu substituto, o atual St James's, Spanish Place, que foi inaugurado no dia de Michaelmas de 1890.
Goldie casou-se com Mdlle de Kersabiec. eles tiveram vários filhos. Ele se aposentou por motivos de saúde para Saint-Servan, na Bretanha, onde morreu, após uma breve doença e foi sepultado em Saint-Jouan-des-Guérets.

## Trabalhos

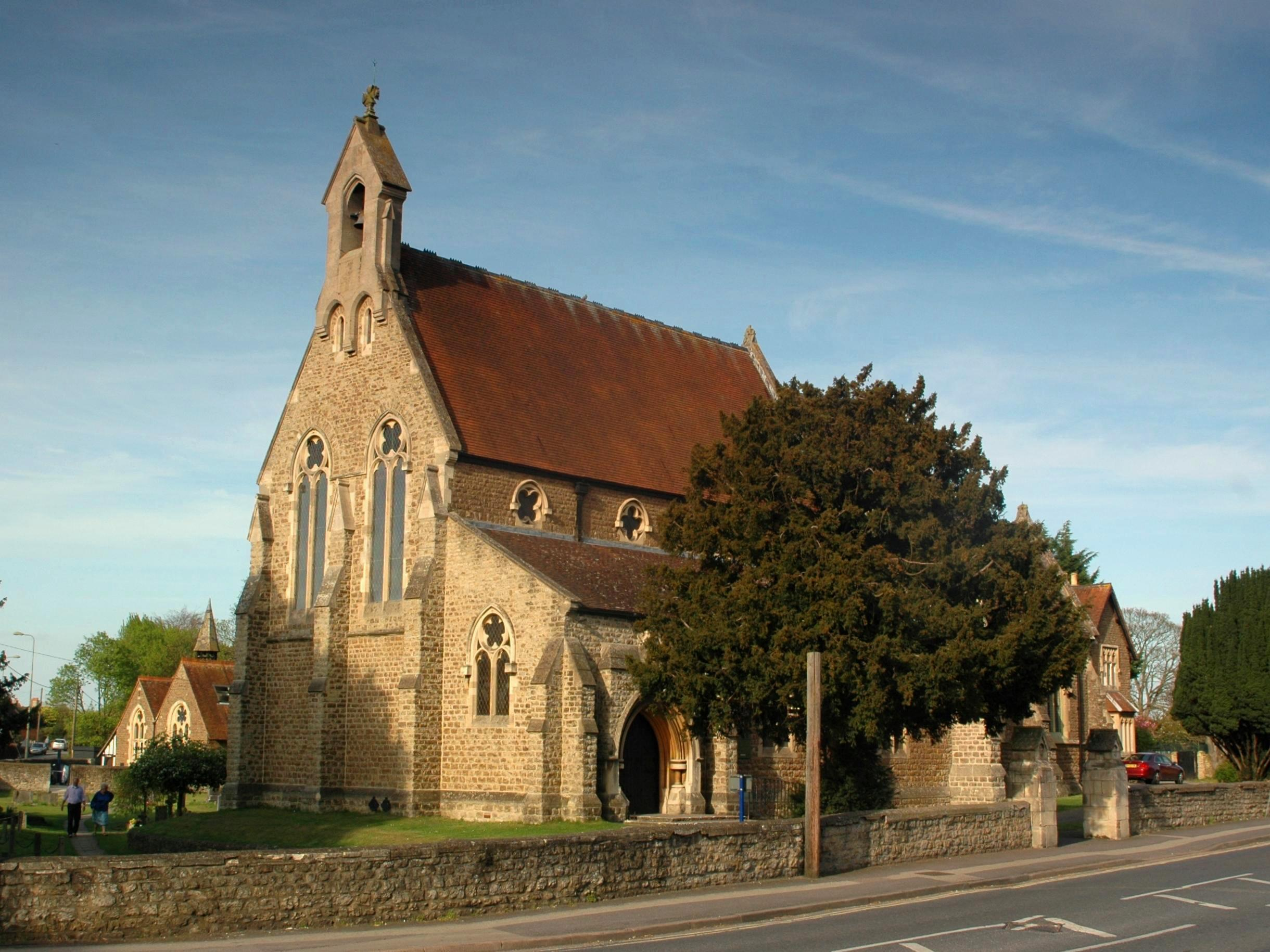
Igreja de Nossa Senhora e St Edmund, Abingdon-on-Thames

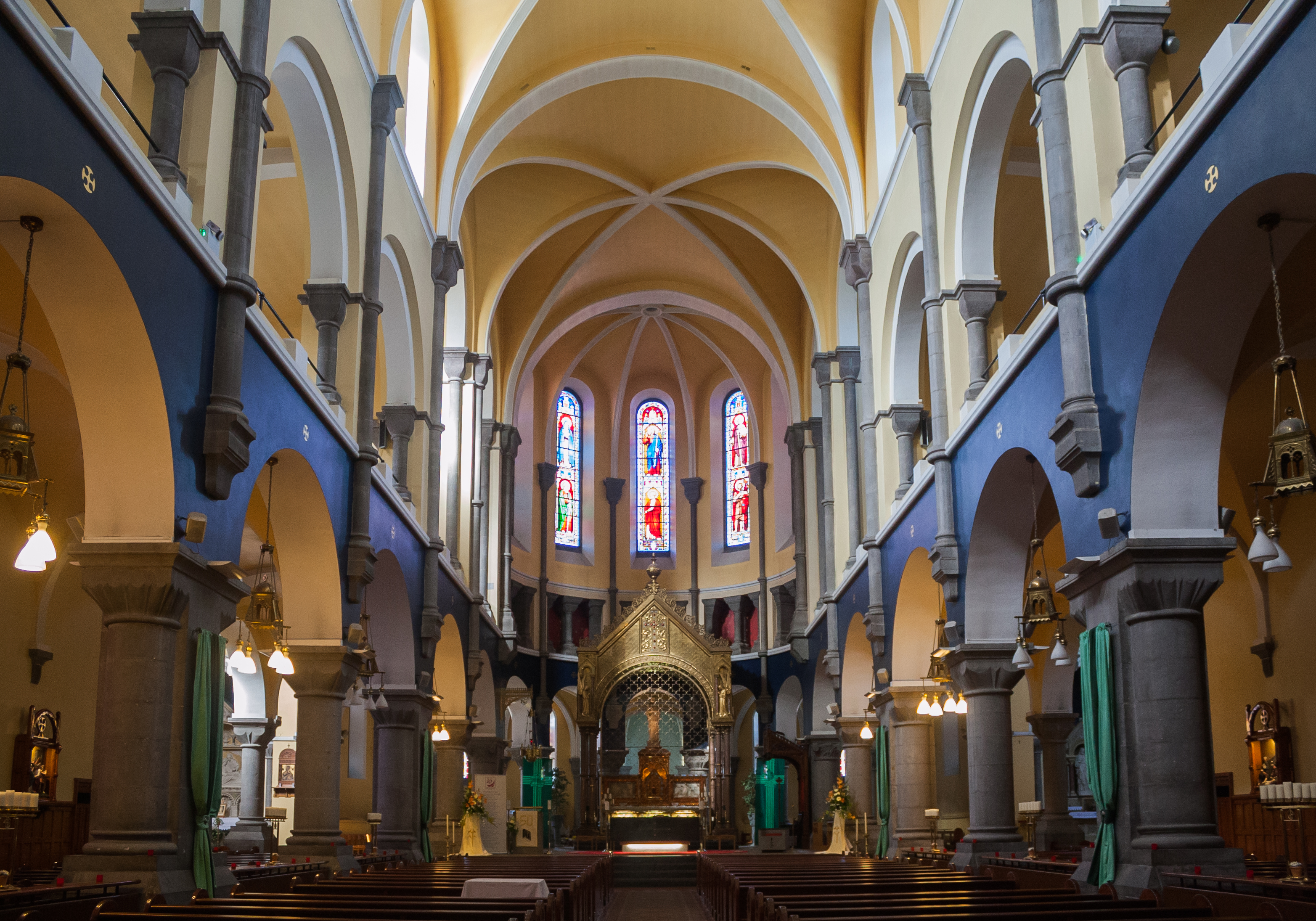
Interior da Catedral da Imaculada Conceição, Sligo

- Nossa Senhora das Vitórias, Kensington (no momento da construção, a Pró-Catedral da Arquidiocese de Westminster )
- Relicário em Bar Convent, York, onde suas duas irmãs eram freiras
- Capela de Carmel House, Nunnery Lane, Darlington, County Durham, 1848–1854
- Igreja de São Patrício, Bradford, 1853
- Mobiliário interior da Catedral de São João, Salford, incluindo retábulos de 1853-55, juntamente com os edifícios adjacentes, chamados de "Casa da Catedral"
- Interior, Igreja Dominicana de Santa Maria, Pope's Quay, Cork, Irlanda, 1868-71

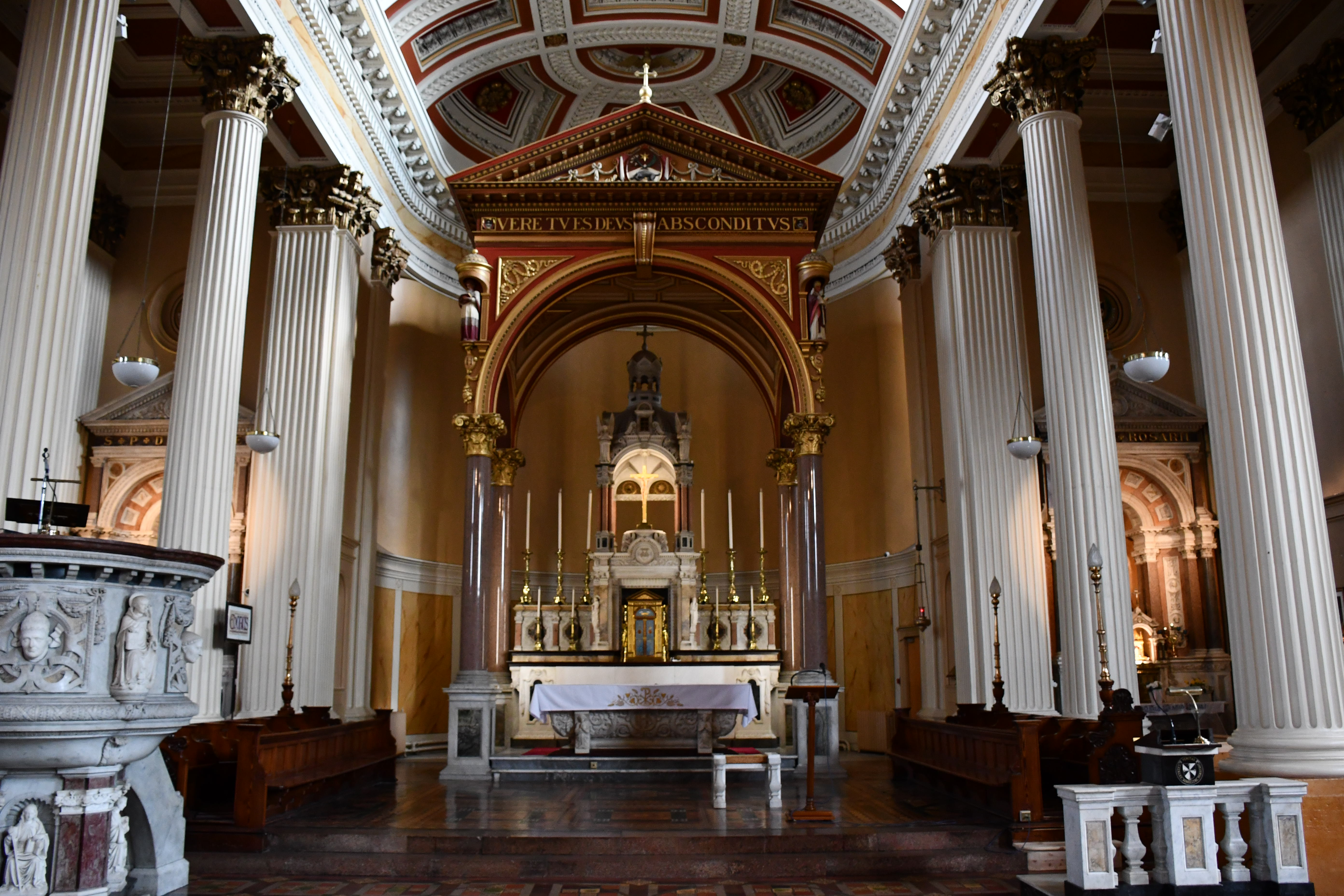
Interior, Igreja Católica Romana de Santa Maria, Pope's Quay, Cork Ireland. Projetos: George Goldie, arquiteto

- Igreja de São Vicente, Sheffield, 1856
- Igreja de St Ninian, Wooler, Northumberland, 1856
- Igreja de Nossa Senhora e St Edmund, Abingdon-on-Thames, 1857
- Convento das Irmãs da Misericórdia, Mount Vernon Street, Liverpool, 1857
- Igreja Católica de São Pedro, Scarborough, 1858[7]
- Nossa Senhora do Garioch e São João Evangelista, Fetternear, Aberdeenshire, 1859
- Igreja de St Pancras, Ipswich, Suffolk, 1860[8] 1861
- Ss Mary e Romuald, Yarm, North Yorkshire, 1860[9]
- Adições e alterações em Pampisford Hall, Cambridgeshire, 1860
- St Wilfrid's, York, 1862-64
- Abadia de St. Scholastica, Teignmouth, 1863[10]
- St Mary and St Augustine, Stamford, Lincolnshire, 1864-65
- Igreja de Santo Inácio, Wishaw, Lanarkshire, 1865
- Torre de St Edward King e Igreja Católica Confessora, Clifford, Leeds, 1859-1866
- Igreja de St Mary e St John, Ballincollig, County Cork, 1865-1866
- Igreja de São Patrício, Bandon, Co. Cork, Irlanda, 1856-61
- Igreja Católica de São João Evangelista, Castle Douglas, Kirkcudbrightshire, Escócia, 1867.
- St. John's College, Waterford, 1868
- Igreja de St Mungo, Townhead, Glasgow, 1841 e 1877
- Igreja de St. Robert, Harrogate, 1873
- Catedral da Imaculada Conceição, Sligo, 1874[11]
- Capela do Convento da Assunção, Kensington Square, Londres, 1875
- Igreja do Sagrado Coração, Liverpool, 1886

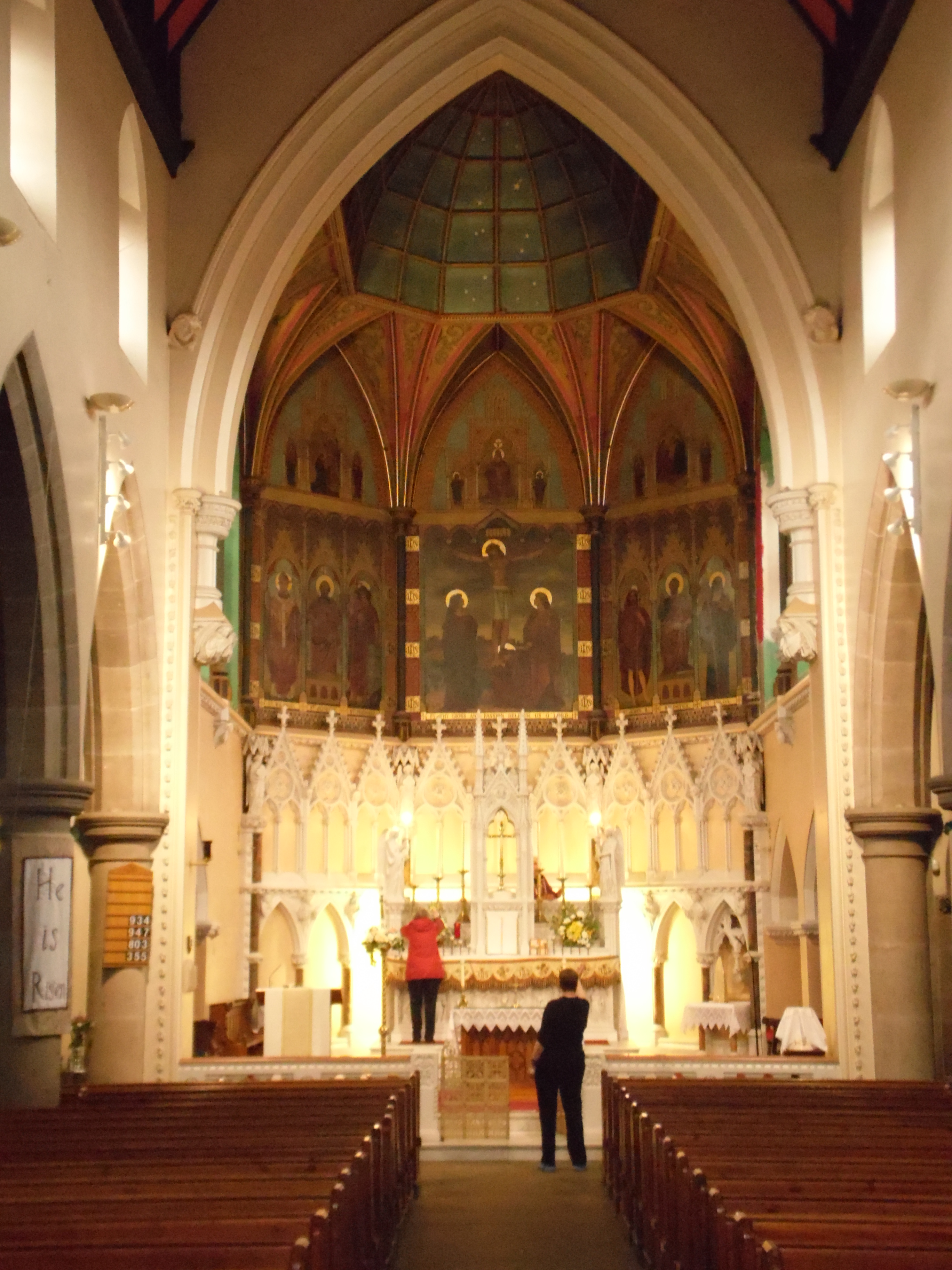
Interior da Igreja Católica de São Pedro em Scarborough
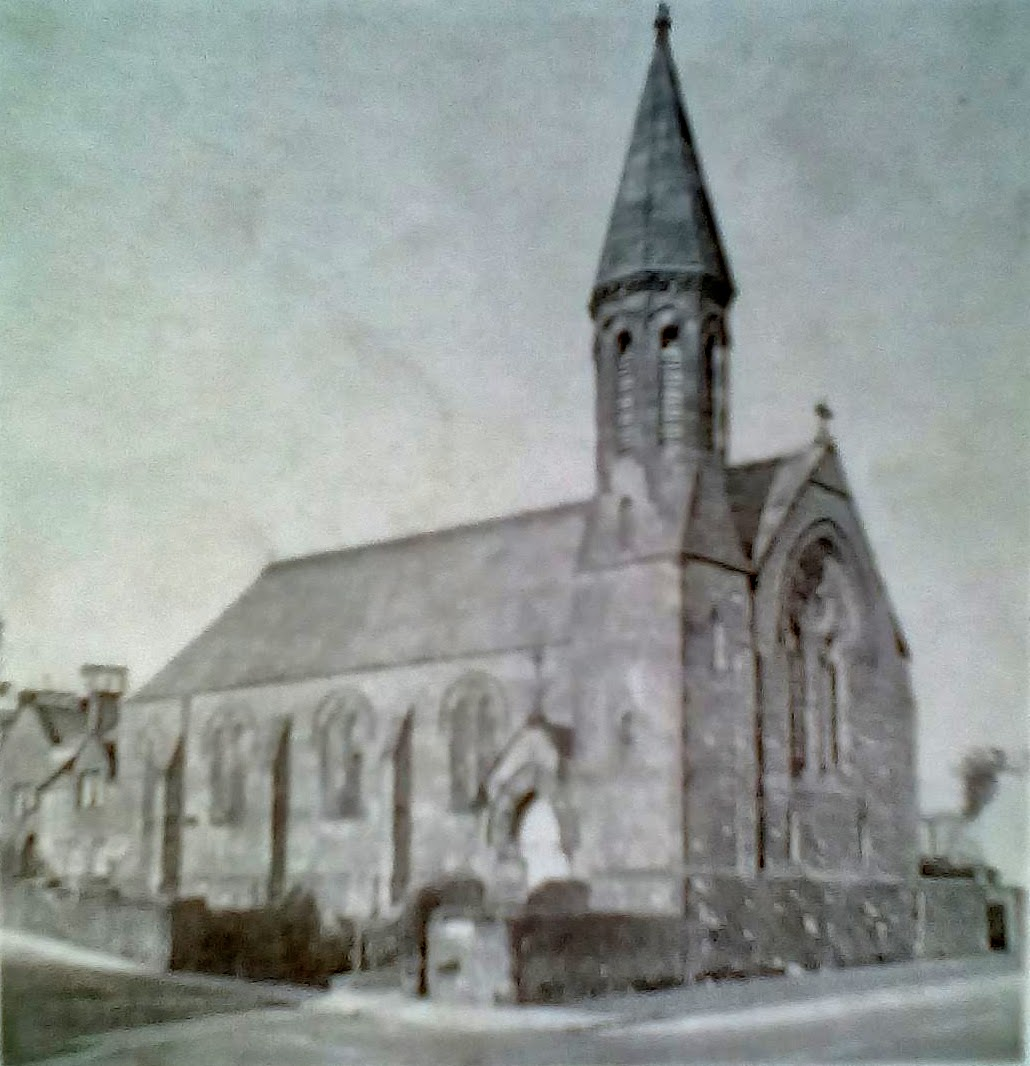
Igreja Católica de São João Evangelista, Castelo Douglas
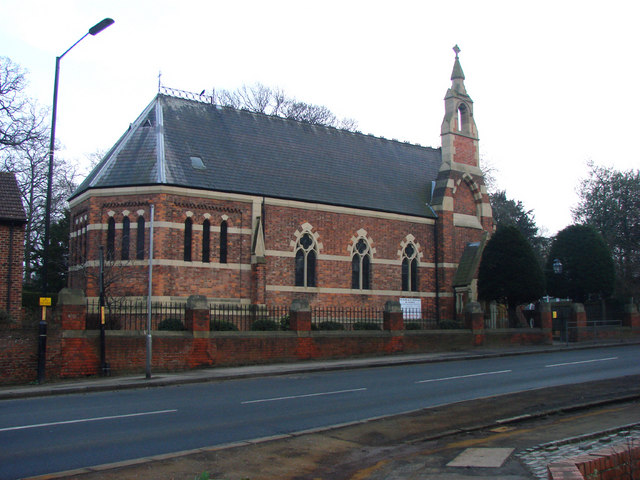
Igreja Católica Romana St Mary St Romuald, Yarm
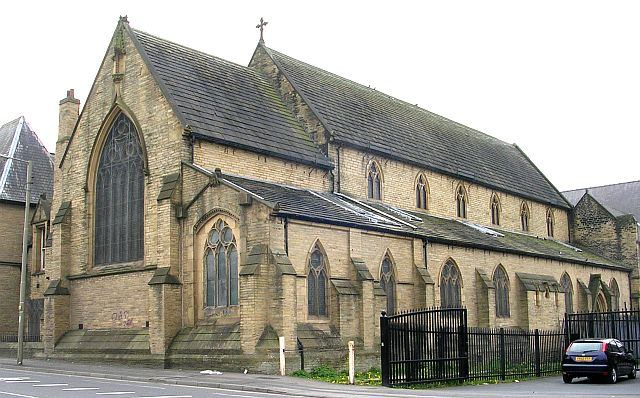
Igreja Católica ' St Patrick, Bradford
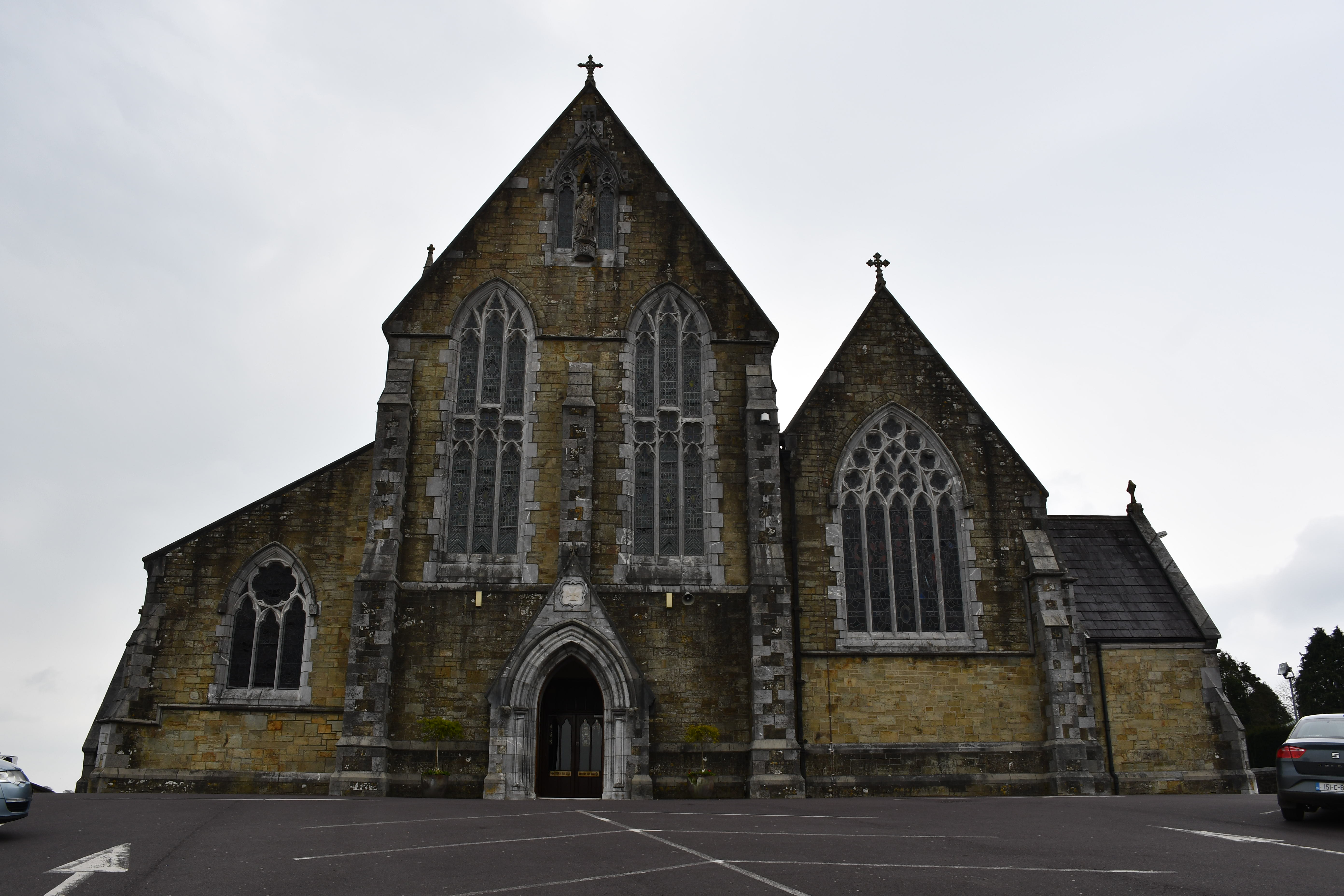
Igreja Católica Romana de São Patrício, Bandon, Co. Cork, Irlanda
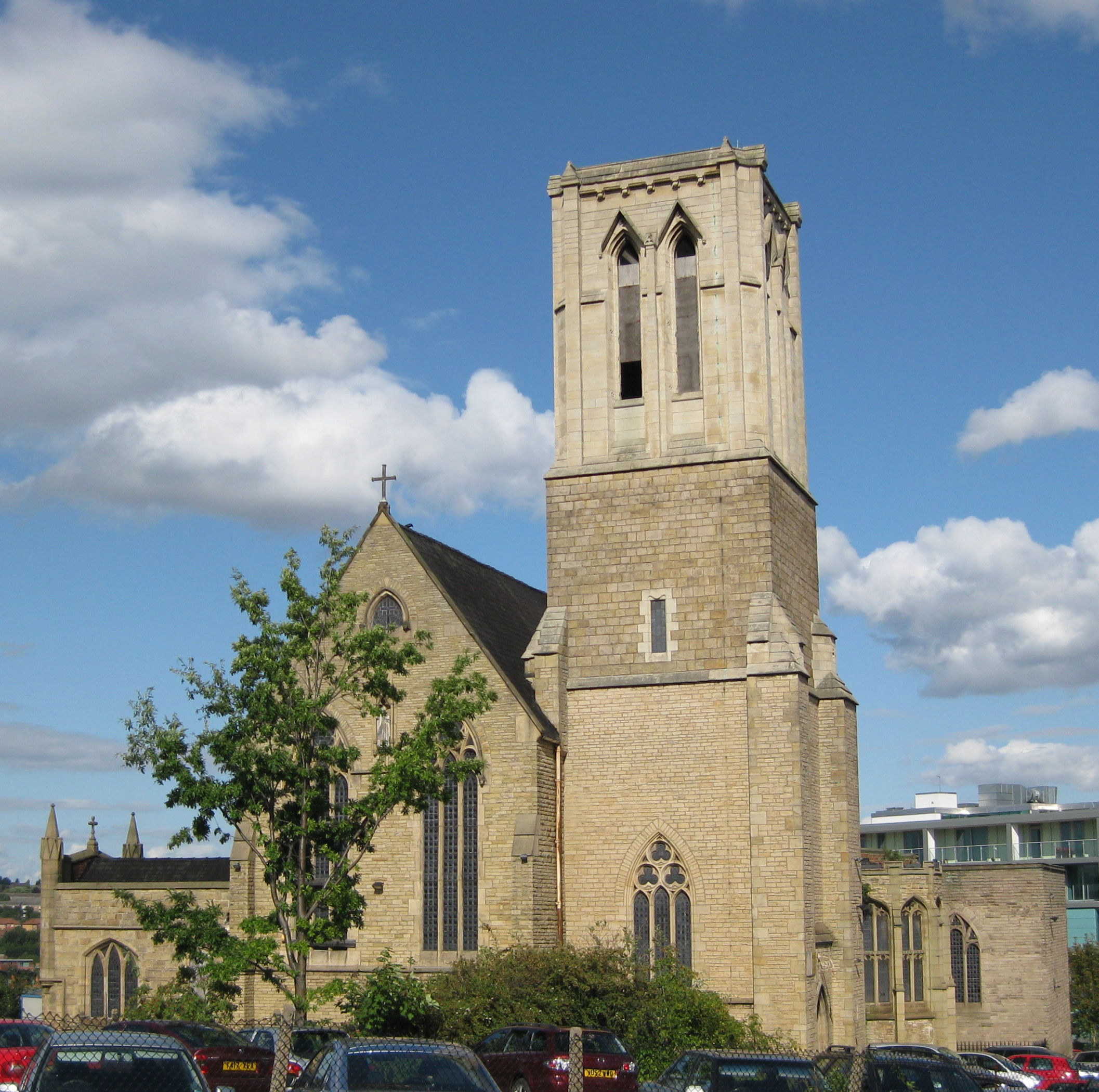
StVincent's, Sheffield
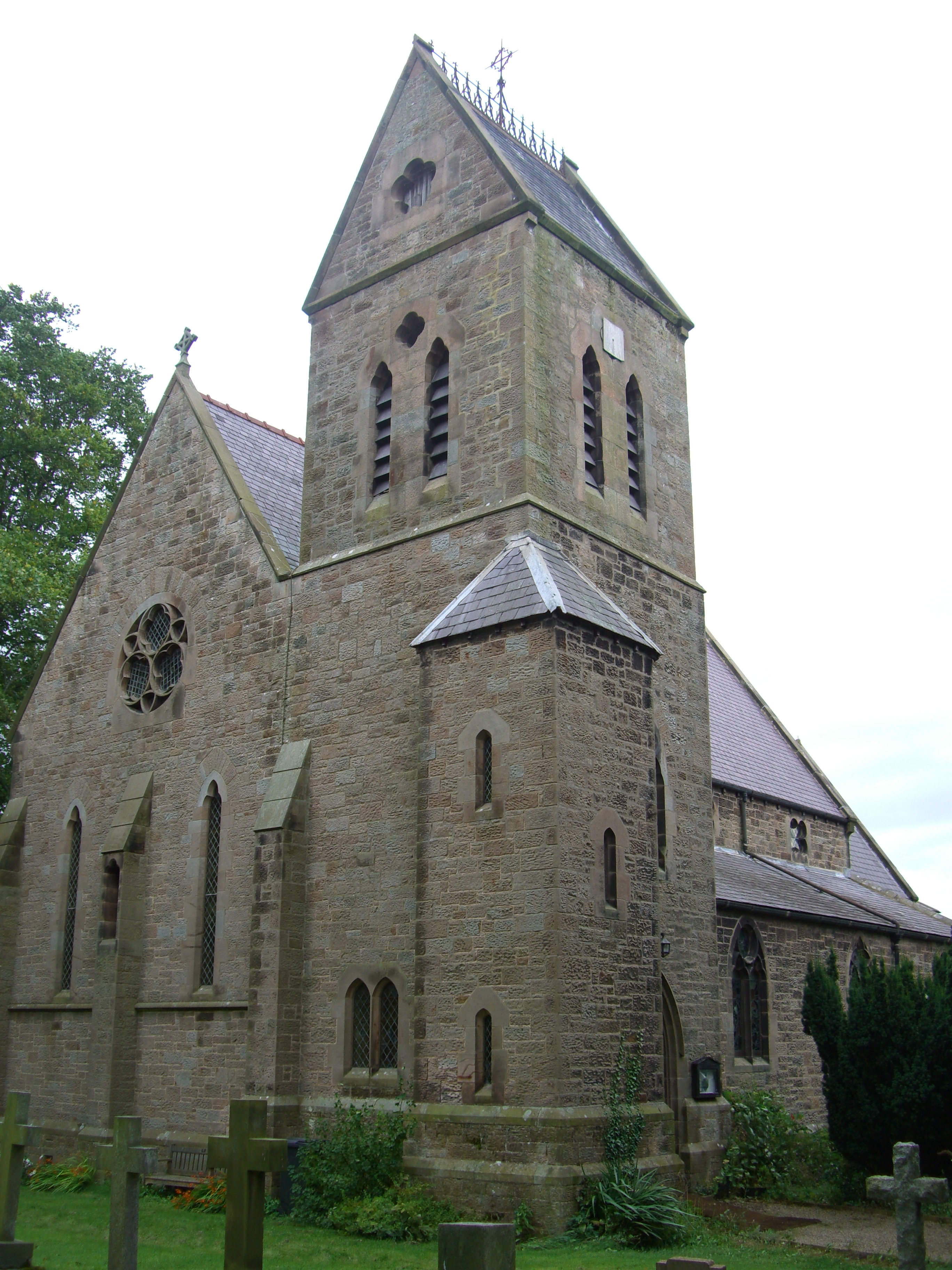
St. Ninian ' Wooler